# Onosma tridentina
Onosma tridentina ist eine Pflanzenart aus der Gattung der Lotwurzen (Onosma) in der Familie der Raublattgewächse (Boraginaceae).

## Beschreibung
Onosma tridentina ist eine ausdauernde Pflanze, die mehrere blütentragenden Stängel ausbildet. Diese erreichen Wuchshöhen von 20 bis 40 cm, sind unverzweigt oder an der Spitze bis zu sechsmal verzweigt und dicht feinhaarig sowie mit 2 bis 3 mm langen, meist sternförmigen Borsten behaart. Die Strahlen der sternförmigen Borsten sind 0,1 bis 0,2 mm lang. Die unteren Laubblätter sind 60 bis 130 mm lang und 3 bis 5 mm breit, linealisch-langgestreckt und mit 1 bis 2 mm langen, sternförmigen Borsten behaart. Die Strahlen dieser Borsten sind 0,2 bis 0,3 mm lang. Zwischen den Borsten können spärlich feine Haare stehen.
Die Blütenstiele sind 2 bis 4 mm lang. Die Tragblätter sind kürzer als der Kelch. Dieser ist zur Blütezeit 10 bis 12 mm lang, vergrößert sich an der Frucht auf bis zu 16 mm und ist mit einfachen Borsten besetzt. Die Krone ist 18 bis 20 mm lang, blass gelb und spärlich behaart. 
Die Früchte sind etwa 3 mm lange, glatte Nüsschen.

## Vorkommen
Die Art ist im Nordosten Italiens, im Trentino und möglicherweise im Nordwesten des ehemaligen Jugoslawien verbreitet.